# Gheorghe Popescu
Gheorghe »Geci« Popescu, romunski nogometaš, * 9. oktober 1967, Calafat, Romunija.
Popescu je člansko kariero začel leta 1984 pri klubu Universitatea Craiova v romunski ligi, kjer je krajši čas igral tudi za kluba Steaua Bukarešta in Dinamo Bucureşti. V tujini je prvič zaigral za PSV v nizozemski ligi med letoma 1990 in 1994, do leta 1995 je igral za Tottenham Hotspur v Premier League, nato tri sezone za Barcelono v španski ligi, med letoma 1997 in 2001 za Galatasaray v turški ligi, do leta 2002 za Lecce v Serie A, ob koncu kariere pa za Hannover 96 v nemški ligi. S Steauo je osvojil naslov romunskega državnega prvaka in romunski pokal v sezoni 1987/88, z Eindhovnom naslov nizozemskega državnega prvaka v sezonah 1990/91 in 1991/92 ter nizozemski pokal v sezoni 1991/92. Z Barcelono, katere kapetan je bil med letoma 1996 in 1997, je osvojil španski pokal v sezoni 1996/97, španski superpokal leta 1996 ter Pokal pokalnih zmagovalcev v sezoni 1996/97. Z Galatasarayjem je osvojil naslov turškega državnega prvaka v sezonah 1997/98, 1998/99 in 1999/00, turški pokal v sezonah 1998/99 in 1999/00, Pokal UEFA v sezoni 1999/00 in evropski superpokal leta 2000.
Za romunsko reprezentanco je nastopil na svetovnih prvenstvih v letih 1990, 1994 in 1998 ter evropskih prvenstvih v letih 1996 in 2000. Skupno je za reprezentanco odigral 115 uradnih tekem in dosegel 16 golov.
V letih 1989, 1990, 1991, 1992, 1995 in 1996 je bil izbran za romunskega nogometaša leta.